# Apogon rubrimacula
Apogon rubrimacula är en fiskart som beskrevs av Randall och Kulbicki, 1998. Apogon rubrimacula ingår i släktet Apogon och familjen Apogonidae. IUCN kategoriserar arten globalt som livskraftig. Inga underarter finns listade i Catalogue of Life.